# Kara śmierci na Cyprze
Kara śmierci na Cyprze – została zniesiona za zabójstwo 15 grudnia 1983 roku. Formalne zniesienie kary głównej nastąpiło 19 kwietnia 2002 roku.
Ostatnia egzekucja miała miejsce 13 czerwca 1962 roku w więzieniu w Nikozji, gdzie powieszono trzy osoby skazane za morderstwo: Hambisa Zacharię, Michaela Hiletikosa i Lazarisa Demetriou. Wcześniej w latach 1956–1957 Brytyjczycy wykonali dziewięć wyroków śmierci za działalność w organizacji EOKA.